# Leuben (Nossen)
Leuben ist ein Ortsteil der Stadt Nossen im sächsischen Landkreis Meißen. Die Gemeinde Leuben mit ihren Ortsteilen schloss sich am 1. Januar 1993 mit der damaligen Gemeinde Schleinitz zur Gemeinde Leuben-Schleinitz zusammen, die am 1. Januar 2014 in die Stadt Nossen eingemeindet wurde.

## Geographie

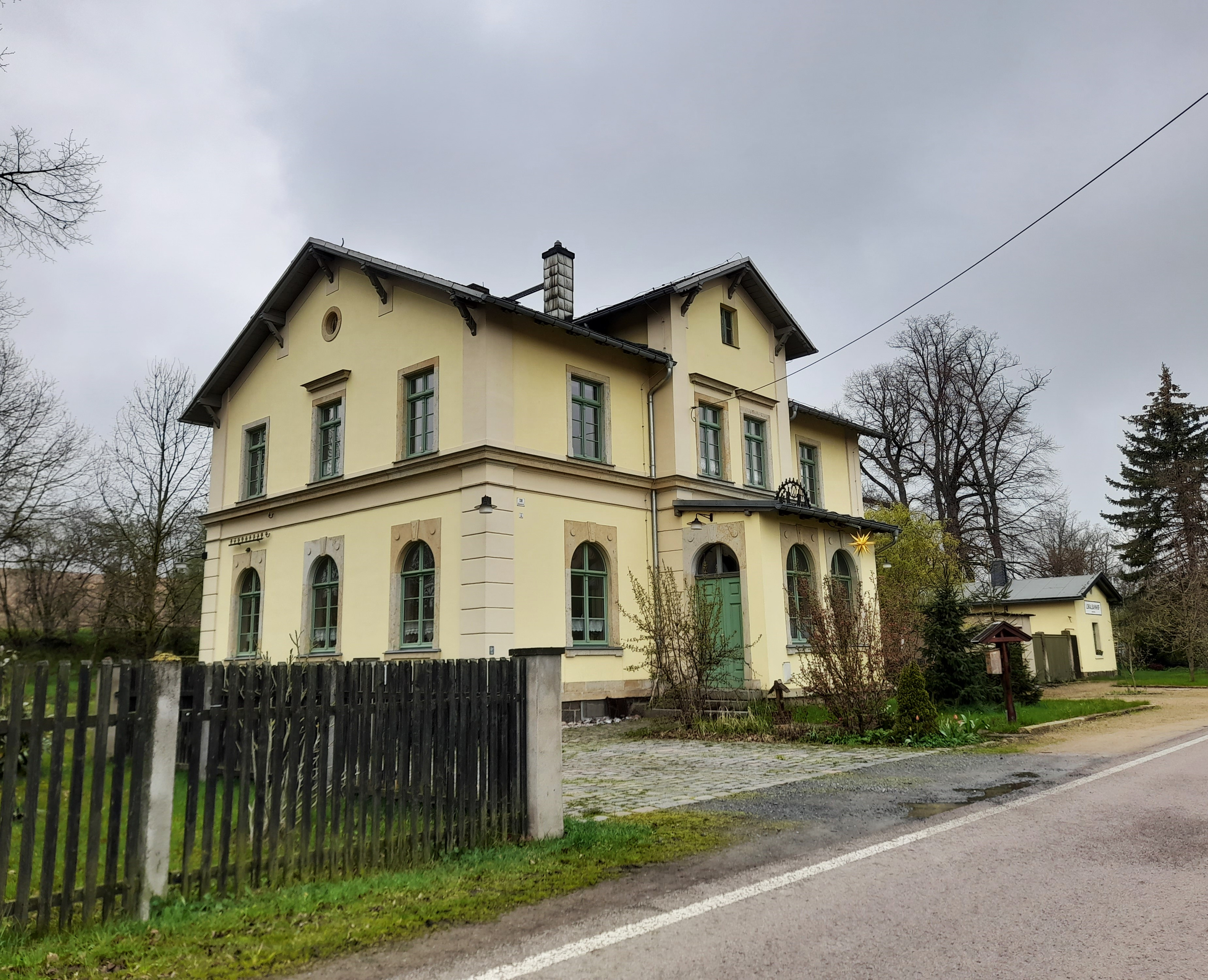
Haltepunkt Leuben (b Riesa), Empfangsgebäude (2023)

### Geographische Lage und Verkehr
Leuben befindet sich im zentralen Teil der ehemals selbstständigen Gemeinde Leuben-Schleinitz, welche heute wiederum den nördlichen Teil der Stadt Nossen ausmacht. Der Ort befindet sich im Mündungsbereich des Dreißiger Wassers in den Ketzerbach. Dessen Tal gehört bezüglich des Naturraums zur Lommatzscher Pflege. Zur Gemarkung Leuben gehört die Siedlung Ketzergasse (heute: Hanno-Günther-Straße) östlich des Orts.
Leuben hatte im 19. und 20. Jahrhundert mit einem Bahnhof direkten Bahnanschluss an die Bahnstrecke Riesa–Nossen und mit dem Haltepunkt Leuben-Schleinitz im Nachbarort Perba indirekten Bahnanschluss an die Schmalspurbahn Wilsdruff–Döbeln-Gärtitz.

### Nachbarorte
|       | Wahnitz                                     |        |
| Perba | Kompassrose, die auf Nachbargemeinden zeigt | Eulitz |
| Pröda | Graupzig                                    |        |

## Geschichte

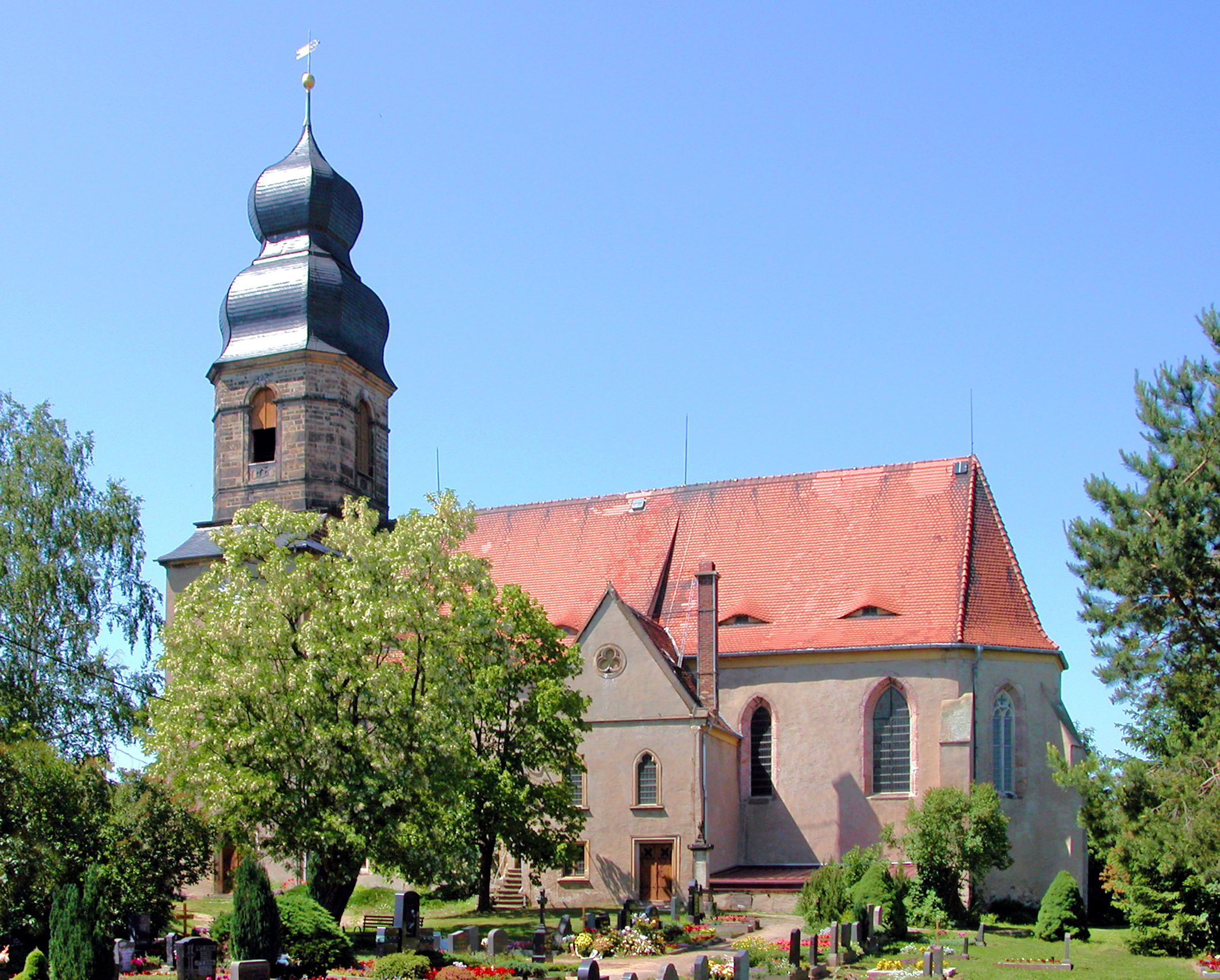
Marienkirche Leuben

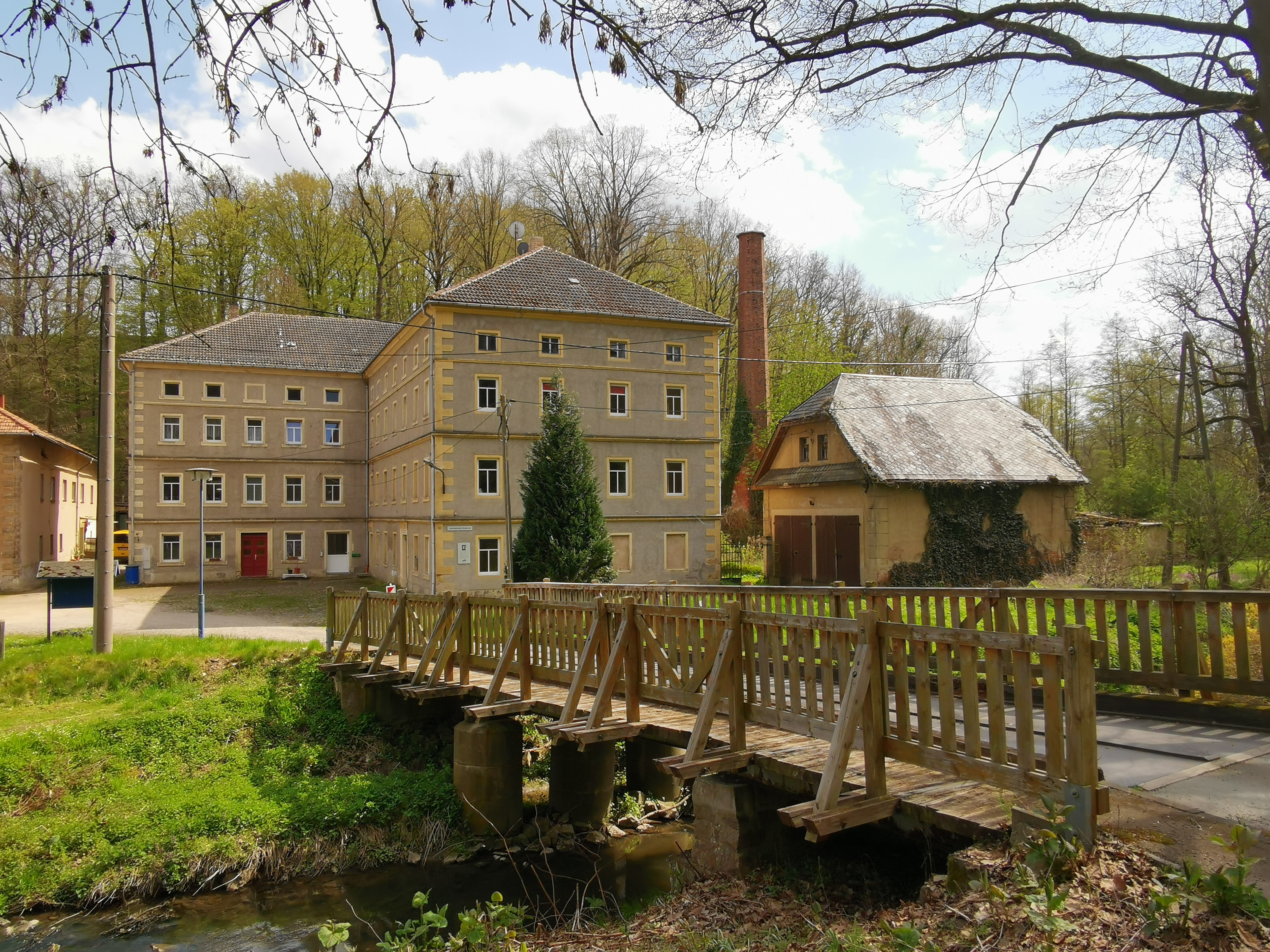
Neumühle in Leuben

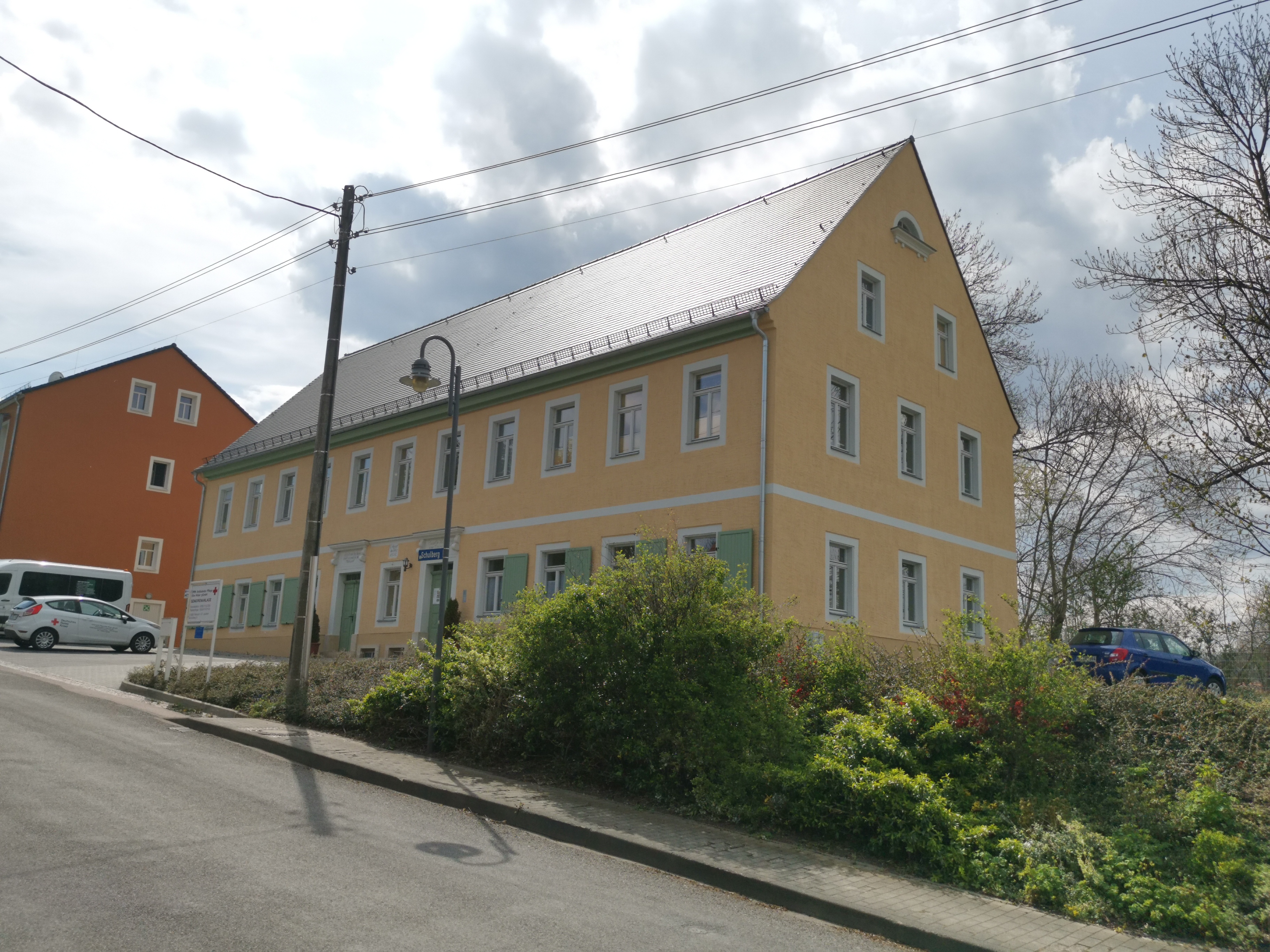
Ehemalige Schule von Leuben

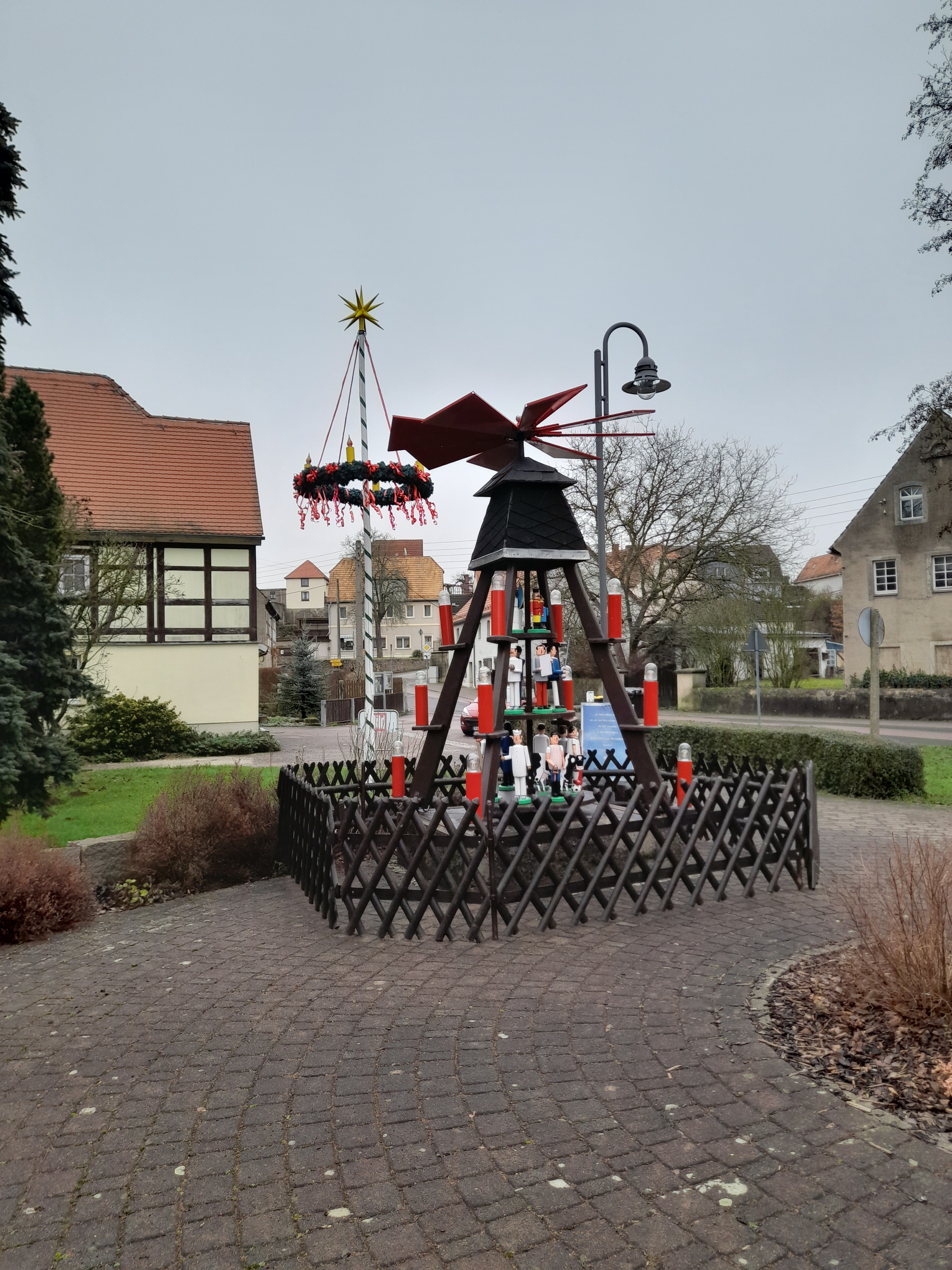
Ortspyramide Leuben (Nossen) mit Maibaum

Die erste urkundliche Erwähnung von Leuben fällt 1069 mit der Nennung des Burgwards Luvine zusammen. 1180 wurde Gerhardus sacerdos de Liubene auf Leuben genannt. Im Jahre 1206 ist ein Herrensitz unter Albertus de Lubene verzeichnet. In der Folgezeit wurde der Burgward nicht mehr erwähnt, er ist oberirdisch heute nicht mehr zu erkennen. Ein weiterer Herrensitz wurde um 1190 östlich von Leuben unter einem Hermannus de Chotanewicz und um 1216 unter einem Hugo de Kotenewiz genannt. Diese später als Ketzergasse bekannte Siedlung befindet sich im Bereich der heutigen Hanno-Günther-Straße. Über die weitere Geschichte dieses Herrensitzes ist ebenfalls wenig bekannt.
In der Folgezeit nahmen Leuben und Ketzergasse zunächst noch eine unterschiedliche Entwicklung. Leuben gehörte bis ins 16. Jahrhundert zum Castrum Meißen. Die Grundherrschaft über Leuben unterstand um 1551 dem Rittergut Schleinitz, ab 1696 war sie zwischen dem Rittergut Schleinitz und dem Erbamt Meißen (Amtsdorf) geteilt. Ketzergasse gehörte hingegen zunächst zum Streubesitz des Klosters Altzella. Nach der im Zuge der Reformation erfolgten Säkularisation des Klosters Altzella im Jahr 1540 kam Ketzergasse, das zeitweise wüst lag, in markgräflichen Besitz und unter die Verwaltung des Amts Nossen. Seit 1696 übte das Rittergut Schleinitz im Erbamt Meißen auch über Ketzergasse die Grundherrschaft aus, nach 1764 das Rittergut Petzschwitz. Im 19. Jahrhundert wurden in Leuben und Ketzergasse Vorwerke genannt. Die Kirche von Leuben, in die auch Ketzergasse gepfarrt ist, wurde bereits um 1500 urkundlich erwähnt. 
Leuben und Ketzergasse gehörten bis 1856 zum kursächsischen bzw. königlich-sächsischen Erbamt bzw. Kreisamt Meißen. 1856 wurde Leuben dem Gerichtsamt Lommatzsch und 1875 der Amtshauptmannschaft Meißen angegliedert. Leuben besaß zwischen 1880 und 1998 einen Bahnhof an der Bahnstrecke Riesa–Nossen. Weiterhin war die Haltestelle Leuben-Schleinitz der Schmalspurbahn Wilsdruff–Döbeln-Gärtitz im Nachbarort Perba zwischen 1911 und 1970 in Betrieb. Am 1. November 1935 erfolgte die Eingemeindung von Eulitz, Graupzig mit Neugraupzig und Raßlitz nach Leuben. 
Infolge der der zweiten Kreisreform in der DDR im Jahr 1952 kam die Gemeinde Leuben mit ihren Ortsteilen zum Kreis Meißen im Bezirk Dresden, der ab 1990 als sächsischer Landkreis Meißen fortgeführt wurde und 2008 im Zuge der zweiten sächsischen Kreisgebietsreform zum territorial vergrößerten, neuen Landkreis Meißen kam. Die Gemeinde Wahnitz mit ihren Ortsteilen Mertitz und Mettelwitz wurde am 1. Mai 1974 eingemeindet.
Zum 1. Januar 1993 wurde aus den damaligen Leuben und Schlenitz mit ihren jeweiligen Ortsteilen die Gemeinde Leuben-Schleinitz neugebildet, welche am 1. Januar 2014 vollständig in die Stadt Nossen eingemeindet wurde.

## Sehenswürdigkeiten
- Marienkirche

## Eingemeindungen
| Ehemalige Gemeinde bzw. Gutsbezirk | Datum            | Anmerkung                                           |
| ---------------------------------- | ---------------- | --------------------------------------------------- |
| Eulitz                             | 1. November 1935 | Eingemeindung nach Leuben                           |
| Graupzig                           | 1. November 1935 | Eingemeindung nach Leuben                           |
| Leuben                             | 1. Januar 1993   | Zusammenschluss mit Schleinitz zu Leuben-Schleinitz |
| Mertitz                            | 1. November 1935 | Eingemeindung nach Wahnitz                          |
| Mettelwitz                         | 1. November 1935 | Eingemeindung nach Wahnitz                          |
| Raßlitz                            | 1. November 1935 | Eingemeindung nach Leuben                           |
| Wahnitz                            | 1. Mai 1974      | Eingemeindung nach Leuben                           |